# フィーチャリング
フィーチャリング（英: featuring）は、特定の人物・事柄などを特色として際立たせること。フィーチャー。フィーチャリングは「特集」を意味し、音楽界では客演の意味で、映画の場合は主演の意味で使われる。

## 表記
日本では語感から「未来」を意味する「フューチャー」（英: future）と混同され、「フューチャリング」と言われたり表記されたりすることがあるが、仮名文字で表記する場合は「フィーチャリング」が正しい。

## 音楽界
音楽においてはメインのミュージシャンのほかにゲスト参加する者や、そのことを指す。コラボレーションとは異なる。他アーティストのアルバムや作品に参加する場合、フィーチャリングという形を取ることが多い。「feat.」「F/」「ft.」などとも表記される。表記はアーティスト名に付加される場合と、曲名に付加される場合があり、規則は特にないが、「feat.」のあとにくるのは「ゲストアーティスト」の側である。制作者を意味する「by …」表記と混同して「メインアーティスト」の側を書くと意味が正反対になってしまう。デュエットとの明確な差はないが、互いに同じくらいの登場があり、かつ互いが合唱する場合は「duet with …」（「… とデュエット」の意味）とする場合が多い。
クラシックにも「客演指揮者」という存在があるが、英語表記は「feat.」ではなく「guest conductor」で、オーケストラにとっての首席指揮者・常任指揮者等以外の指揮者を（どんなに頻繁に共演していても）指す。首席客演指揮者という役職も存在する。